# Aquäduktstenose
Die Aquäduktstenose ist eine Engstelle (Stenose) im Aquaeductus mesencephali, dem Verbindungsgang zwischen 3. und 4. Hirnventrikel.
Sie ist die häufigste Ursache eines angeborenen obstruktiven Hydrocephalus, tritt aber auch erworben auf.
Nicht zu verwechseln ist der Aquaeductus cochleae oder der Aquaeductus vestibulae.

## Verbreitung
Die Häufigkeit wird auf 1 zu 5‘000 geschätzt, variiert erheblich je nach der Ursache.

## Ursache
Als Ursache kommen infrage:
- angeboren bei Fehlbildungen wie Atresie[4], Rhombencephalosynapsis[5] oder membranartiger Stenose „Web“.[6]
- im Rahmen von  Syndromen:[7]
  - X-chromosomaler Hydrozephalus mit Aquäduktstenose, Synonyme: Aquäduktstenose, geschlechts-gebunden erbliche; (HSAS); Aquäduktstenose, X-chromosomale; Bickers-Adams-Syndrom;  HSAS, X-chromosomal; Hydrozephalus, X-chromosomaler[8][9]
  - Walker-Warburg-Syndrom
- idiopathisch[10]
- nach Entzündungen Enzephalitis, Aspergillose[11], Zystizerkose[12]
- bei Raumforderungen wie Neurofibromatose, große Pinealiszyste, Hirntumor
- posttraumatisch[13]
- posthämorrhagisch, häufigste Ursache für einen Verschlusshydrozephalus,[14] der typischen Folge raumfordernder Prozesse in der hinteren Schädelgrube.[15]

## Klinische Erscheinungen
Das klinische Bild hängt in erster Linie von Ursache und Ausmaß der Abflussbehinderung ab.
Bei kompensierter Stenose treten Symptome erst bei vermehrtem Liquorfluss auf.
Hauptsymptome sind Kopfschmerz, weitere Hirndruckzeichen, bei noch offenen Schädelnähten Zunahme des Kopfumfanges aufgrund des Hydrocephalus.
Es können auch Augensymptome wie vertikale, konjugierte Blicklähmung im Vordergrund stehen als Parinaud-Syndrom, englisch Periaqueductal dysfunction; Koerber-Salus-Elschnig syndrome; Sylvian aqueduct syndrome.
Liegt neben einer Verlegung des Aquäduktes auch eine Obstruktion des Foramen interventriculare (Foramen Monroi) vor, kann sich ein isolierter 3. Ventrikel entwickeln englisch Trapped Third Ventricle

## Diagnose
Pathognomonisch ist eine oft symmetrische  Erweiterung der Seitenventrikel und des 3. Ventrikels, nicht jedoch des 4. Ventrikels.
Die Diagnose ergibt sich aus medizinischer Bildgebung, ist bereits in der Pränataldiagnostik erfassbar.
Eine Messung des Liquordurchflusses durch den Aquädukt kann mittels Magnetresonanztomographie erfolgen.

## Therapie
Die Behandlung hängt von der Ursache ab, eine Entlastung kann erfolgen, wie in obigem Abschnitt des Artikels zu Hydrocephalus beschrieben.
Eine Therapie in utero ist möglich.